# ويليام همفري بينيت
ويليام همفري بينيت (بالإنجليزية: William Humphrey Bennett)‏ هو سياسي كندي، ولد في 23 ديسمبر 1859 بباري في كندا، وتوفي في 15 مارس 1925. حزبياً، نشط في حزب كندا المحافظ. وقد انتخب عضو مجلس الشيوخ الكندي وانتخب عضو مجلس العموم الكندي.